# Морин, Стефани
Стефани Морин (Stephanie Morin) — канадская и итальянская художница, искусствовед, историк искусства.

## Биография
Стефани Морин родилась в 1963 году в Ванкувере, Канада в семье доктора философии. Первые четыре года своей жизни провела в Лиссабоне, Португалия. Изучая классику в средней школе, она посещала школу искусств местного живописца Питера Аспелла (1918—2004). В 1986 году она окончила Университет Британской Колумбии со степенью бакалавра по английской и американской литературе. В 1987 году Стефани переехала в Италию, где получила диплом по редакционной иллюстрации в Европейском институте дизайна в Риме. В 2015 году она получила степень магистра в области языка и культуры для международного общения в Университете Тускии. В настоящее время она продолжает свои докторские исследования в Амстердамской школе культурного анализа Амстердамского университета.
Пьеро Дорацио (en:Piero Dorazio) писал о её работах: «… она развивает свое поэтическое самовыражение в рамках классической живописи … только так она передает, благодаря мастерскому использованию материалов и цветов, те эффекты света и пространства, которые наполняют смущенную человеческую душу поэзией и эмоциями». Таким образом, её образы воплощаются в попытке охватить социокультурные анклавы, пытаясь соединиться с тем качеством наблюдателя, которое, как сказал Гегель, «уже заложено в них с самого начала». По мнению римского художника и критика Данило Маэстози: «Я не знаю, любит ли Стефани Морин Леопарди и разделяет мрачную меланхолию, с которой он измеряла время, болезненную бессмысленность жизни. Но в её картинах, в течение многих лет вибрирует тот же трепет, то же желание пересечь и исследовать тайну бесконечности, скрытой за барьерами, условностями и привычками».
В 1997 году Стефани Морин стала гражданкой Италии.
Её академическое исследование основано на теории акторно-сетевых связей и использует трансдисциплинарный подход в попытке определить механизмы взаимоотношений, которые взаимно формируют современное искусство, средства массовой информации и массовую культуру; таким образом, связывая популярный и экономический успех мейнстрим-искусства с доминирующей социокультурной ориентацией современной среды.
Стефани Морин представлена Cappelletti Art Consulting в Лугано и Galleria della Tartaruga (it:Galleria La Tartaruga) в Риме.

## Преподавательская деятельность
- 1990/93 — Экспериментальная студия, Дворец Орсини
- 1996/97 — Академия изящных искусств имени Лоренцо Витербо
- 2009/2012 — Университет Тускии, Витербо
- 2017 — USAC (Консорциум колледжей и университетов США по обучению за рубежом), филиал Университета Тускии, Витербо

## Выставки

### Персональные
- 1992 — Галерея La Gradiva (Рим)
- 1993 — Дворец Орсини (Бомарцо, Витербо)
- 1994 — Studio Bocchi (Рим)
- 1996 — Галерея «Лоли Палас» в рамках XI Конгресса Ассоциации канадских исследований (Сиена)
- 1997 — Галерея L’Isola во дворце Фальконьери (Рим)
- 1998 — Выставка в Москве (куратор Таисия Плотнокова)
- 1999 — Sala degli Almadiani (Витербо, Италия)
- 2000 — Выставочные залы Ex-Monte di Pietà и Vela Fluitantia (Сполето, Италия)
- 2001 — Галерея Валори (Витербо, Италия)
- 2002 — La Margutta Artspace (Рим)
- 2003 — Godot Artspace (Бонн, Германия)
- 2004 — Галерея Артурарте (Витербо, Италия)
- 2004 — Галерея Pravda (Париж)
- 2004 — Галерея Pegaso (Рим)
- 2005 — Галерея Паоло Каппеллетти (Амстердам)
- 2005 — Музей современного искусства (Аликанте, Испания)
- 2006 — Галерея Габриэле Каппеллетти (Милан)
- 2007 — Художественная галерея Леннокса (Бостон, Массачусетс)
- 2009 — Ботанический сад Витербо в рамках фестиваля Terra come Arte
- 2009 — Galleria della Tartaruga при поддержке Римская ассоциация галерей современного искусства

### Групповые
- 1991 — Палаццо Веккьо (Чивита-ди-Баньореджо, Италия)
- 1992 — Галерея Градива (Рим)
- 1992 — Галерея Миралли (Витербо, Италия)
- 1993 — Галерея Градива (Рим)
- 1994 — Дворец Буски (Тарквиния, Италия)
- 1995 — Национальный музей вилла Джулия (Рим)
- 1999 — Галерея визуальных искусств в Библи (Рим)
- 2000 — Галерея Румма (Рим)*2003 Международная художественная ярмарка (Рим)
- 2001 — Муниципальный музей Scuderie Aldobrandini (Фраскати, Италия)
- 2003 — Замок Графиньяно (Графиньяно, Италия)
- 2004 — Галерея Артурарте (Витербо, Италия)
- 2004 — Дворец Орсини (Бомарцо, Витербо)
- 2005 — Экспериментальный музей современного искусства MLAC (Рим)
- 2005 — Галерея DOT (Афины)
- 2006 — Международный центр современного искусства (Дженаццано, Италия)
- 2006 — MIART в сотрудничестве с галереей Габриэле Каппеллетти (Милан)
- 2007 — Galleria della Tartaruga (Рим)
- 2008 — Галерея Габриэле Каппеллетти, групповая выставка «3435» (Милан)
- 2010 — Galleria della Tartaruga (Рим)
- 2015 — Дворец Орсини (Бомарцо, Витербо)

### Мультимедийные
- 2002 — «Венецианский арсенал», 8-я Международная архитектурная выставка биеннале, проект WINDS (организован факультетом архитектуры Университета Ла Сапиенца)
- 2011 — Епископальная церковь Святого Павла в Бруклине. Выставка-концерт, организованный Фондом камерной музыки Новой Англии в честь мировой премьеры композиции «Разумные сети» («Три картины Стефани Морин»)
- 2012 — Концерт закрытия сезона All In One At Once в Университете Тускии. Яков Якулов (фортепиано), Михаил Коровкин (стихи), Стефани Морин (картины).
- 2018 — Художественный руководитель AMI (Mozart Italia Association в Витербо)

## Публикации
- 1992 — Stephanie Morin, To Keep Them Away (Parole Gelate, Rome)
- 1995 — Stephanie Morin, Caught on the Line (Union Printing, Viterbo)
- 1996 — Michael Korovkin, Breviario with Luigi Boille, Tommaso Cascella (Juliet Publishers, Trieste)
- 1998 — Stephanie Morin, Water Webs, Paintings 1995-97 (OnOn Publishers, Moscow)
- 2000 — Stephanie Morin, Vela Flutantia, Paintings 1996-00 (Global Village Hanau, Frankfurt am Main)
- 2004 — Stephanie Morin, Confrontation (Nepi, Italy)
- 2012 — Stephanie Morin, Jakov Jakoulov, Michael Korovkin, All in One at Once (University of Tuscia, Viterbo)
- 2014 — Michael Korovkin, Fields of Vision, illustrated by Stephanie Morin (Aleteya Publishers, St Petersburg, Russia)
- 2018 — Stephanie Morin, Goldfish in a Blender: An Essay on Current Approaches to Communicating Contemporary Visual Art (Aleteya Publishers, St, Petersburg, Russia)

## Личная жизнь
Стефани Морин живёт в Италии со своим мужем, антропологом, поэтом-романистом Михаилом Коровкиным (род. 1948), и сыном, актёром Джастином Коровкиным (род. 2007).

## Фильмография
- Легенда о пианисте (в титрах не указана) — жена пассажира (1998)
- Железобетон (it:Cemento armato (film)) — старшая жена (2007)